# Home run

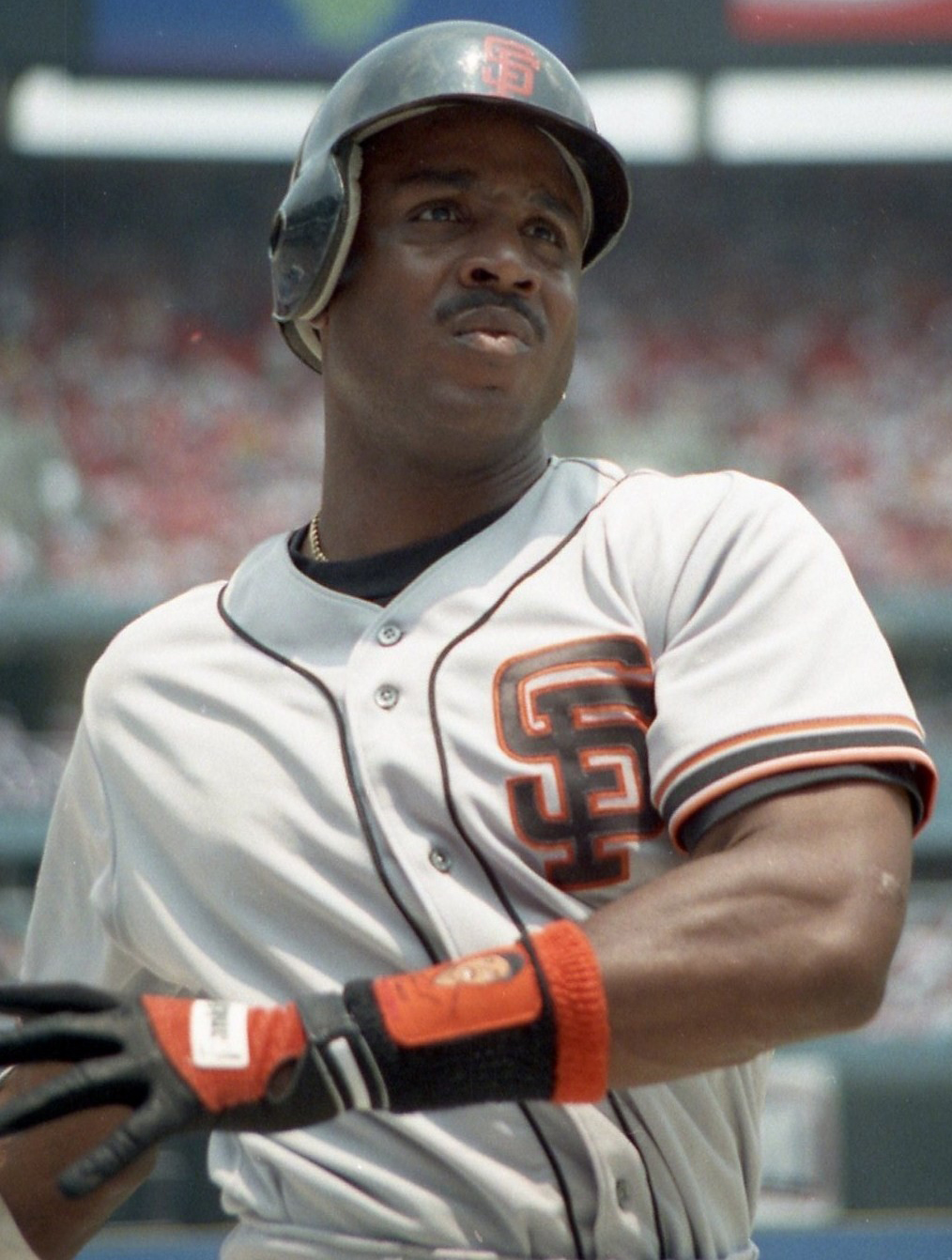
Barry Bonds podczas gry w San Francisco Giants, rekordzista Major League Baseball w liczbie zdobytych home runów.

Home run (pisane również jako homerun, czasem zwany asem) – odbicie piłki w baseballu, po którym pałkarz (batter) zdobywa wszystkie cztery bazy i tym samym punkt (run) dla swojego zespołu. Podczas home runa punkty zdobywają także inni zawodnicy okupujący bazy w momencie uderzenia. Sytuacja, gdy wszystkie bazy są zajęte i drużyna zdobywa 4 punkty, to grand slam.
Home run najczęściej osiągany jest, gdy piłka zostanie wybita poza ogrodzenie boiska, pomiędzy słupami (foul poles) znajdującymi się na końcu linii bocznych (foul lines) nie dotykając wcześniej placu gry. Home run jest także wtedy, gdy piłka uderzy w jeden ze słupów. Inny typ home runa (tzw. inside-the-park home run, rzadko spotykany na wysokim poziomie gry) ma miejsce, gdy piłka zostaje na boisku, ale mimo to pałkarz osiąga bazę domową. Home run, zdobyty w drugiej połowie dziewiątej lub późniejszej zmiany, który zapewnia drużynie wybijającej zwycięstwo to walk-off home run. 
Jeżeli piłka wyjdzie poza boisko (np. z powodu niskiego płotu), po odbiciu się w jego obrębie, nie ma home runa, ale każdy gracz ataku (pałkarz oraz biegacze) przesuwa się o dwie bazy do przodu (ground rule double). W wyniku tego zawodnicy zajmujący bazę drugą i trzecią zdobywają po punkcie.
Oficjalnym rekordzistą świata w liczbie home runów jest Japończyk Sadaharu Oh, który w latach 1959–1980 grając dla Yomiuri Giants uzyskał ich 868. Rekordzistą MLB jest Amerykanin Barry Bonds z 762 uderzeniami.